# Bethléem (film)
Pour les articles homonymes, voir Bethléem et Bethlehem.
Pour plus de détails, voir Fiche technique et Distribution.
Bethléem (hébreu : בית לחם) est un thriller israélien réalisé par Yuval Adler, sorti en 2013.
Il est sélectionné pour représenter Israël aux Oscars du cinéma 2014 dans la catégorie meilleur film en langue étrangère.

## Synopsis
C'est l'histoire de loyauté et de trahison entre un agent des services secrets israéliens, Razi, et son jeune informateur palestinien, Sanfur (« Schtroumpf » en arabe), sur fond d'attentats suicides en Israël. Sanfur est tiraillé entre son amitié pour Razi et sa loyauté pour sa famille et notamment son frère Ibrahim, qui appartient aux Brigades des martyrs d'Al-Aqsa tout en étant financé par le Hamas. De nombreux protagonistes de ce thriller jouent en fait un double jeu, sur fond d'alliances politiques mouvantes inter-palestiniennes et israélo-palestiniennes.
Pris « la main dans le sac », Sanfur réalise qu'il a le statut d'un traître qui mérite la mort par les siens, pendant que les services secrets l'incitent à continuer sa mission en le considérant comme un informateur parmi les autres.
Le film se termine par l'assassinat de Razi par Sanfur. Ce dernier doit, afin de prouver sa fidélité à son peuple, venger la mort de son frère abattu par l'armée israélienne à la suite de l'attentat-suicide organisé par ce dernier causant plusieurs morts sur le territoire hébreu.

## Fiche technique
- Titre : Bethléem
- Titre original : hébreu : בית לחם
- Titre international : Bethlehem
- Réalisateur : Yuval Adler
- Scénario : Yuval Adler et Ali Wakad
- Photographie : Yaron Scharf
- Pays d'origine :  Israël
- Langue originale : hébreu, arabe
- Genre : Thriller
- Durée : 99 minutes
- Dates de sortie :
  - Italie : 28 août 2013 (Mostra de Venise 2013)
  - Israël : 26 septembre 2013

## Distribution
- Tsahi Halevi : Razi
- Shadi Marei : Sanfur
- Hitham Omari : Badawi
- Michal Shtamler : Einat
- Tarik Kopty : Abu Ibrahim
- George Iskandar : Nasser
- Hisham Suliman : Ibrahim

## Accueil
- The Hollywood Reporter : « Le réalisateur débutant israélien, Yuval Adler, crée un drame personnel et tragique parmi les acteurs d'un pouvoir meurtrier de sa terre natale troublé[2] »
- The Telegraph : « Il y a peu d'hommes sages dans le thriller de Yuval Adler, projeté au Festival de Venise[3] »
- Variety : « This tightly wound clock-ticking thriller examines the Arab-Israeli conflict to impressive effect[4] »
- The New York Times : « The murky world of terrorism and counter-terrorism, and the vicious circle of suspicion and betrayal in which all the players are locked, are well drawn in this gritty, suspenseful drama as the action moves toward its inevitably violent denouement[5] »
- Haaretz : « un film de propagande[6] »

## Distinctions

### Récompenses
- Mostra de Venise 2013 : Grand prix de la sélection parallèle « Giornate degli Autori »
- Ophirs 2013 : six récompenses dont meilleur film, meilleur réalisateur et meilleur scénario

### Nominations et sélections
- AFI Fest 2013
- Festival international du film de Toronto 2013
- Festival international du film de Palm Springs 2014
- Satellite Awards 2014 : meilleur film en langue étrangère
- Sélectionné pour représenter Israël aux Oscars du cinéma 2014 dans la catégorie meilleur film en langue étrangère[7],[1], mais non retenu dans la liste finale des nominations.